# Джалор
Джалор (англ. Jalore, хинди जालौर) — город и муниципалитет в южной части индийского штата Раджастхан. Административный центр округа Джалор.

## Общая информация
Расположен к югу от реки Сукри (приток реки Луни), в 140 км к юго-западу от Джодхпура, на высоте 177 м над уровнем моря. В древности город был известен как Джабалипура, а позже — как Суварнгири или Сонгир. Согласно классическим источникам, в VIII—IX веках здесь правила одна из ветвей династии Гурджара-Пратихара. В X веке здесь правил раджпутский клан Парамара. Среди достопримечательностей Джалора можно отметить древний форт X века, а также джайнские храмы, посвящённые 1-му тиртханкаре — Ришабхе, 16-му тиртханкаре — Шантинатхе, 23-му тиртханкаре — Паршве и 24-му тиртханкаре Махавире.

## Население
Население по данным на 2001 год составляет 44 828 человек (23 931 мужчина и 20 897 женщин).
| 1991   | 2001   | 2012   |
| ------ | ------ | ------ |
| 33 650 | 44 830 | 57 989 |

Источник: